# NGC 2768
NGC 2768 je čočková galaxie v souhvězdí Velké medvědice. Objevil ji William Herschel 19. března 1790. Od Země je vzdálená přibližně 72,4 milionů světelných let
a je hlavním členem malé skupiny galaxií, která dostala označení LGG 167.
Galaxie se dá na obloze najít v západní části souhvězdí poblíž středu spojnice hvězd Muscida (ο UMa) a Ypsilon Ursae Majoris (υ UMa).
Její hvězdná velikost je 9,9 a je viditelná i malými hvězdářskými dalekohledy. Středně velký dalekohled ji ukáže jako výrazně protáhlou skvrnu, která směrem k okrajům postupně slábne.
NGC 2768 patří mezi Seyfertovy galaxie a zatřiďuje se jako eliptická galaxie typu E6 nebo jako čočková galaxie typu S0 1/2. Ze středové části jejího disku kolmo vystupují pásy prachu a ionizovaného plynu, které se pohybují jiným směrem než hvězdy patřící do této vnitřní části galaxie. Podrobný průzkum galaxie odhalil, že obsahuje 978 kulových hvězdokup a 315 planetárních mlhovin.